# Liste der Auslandsvertretungen Myanmars

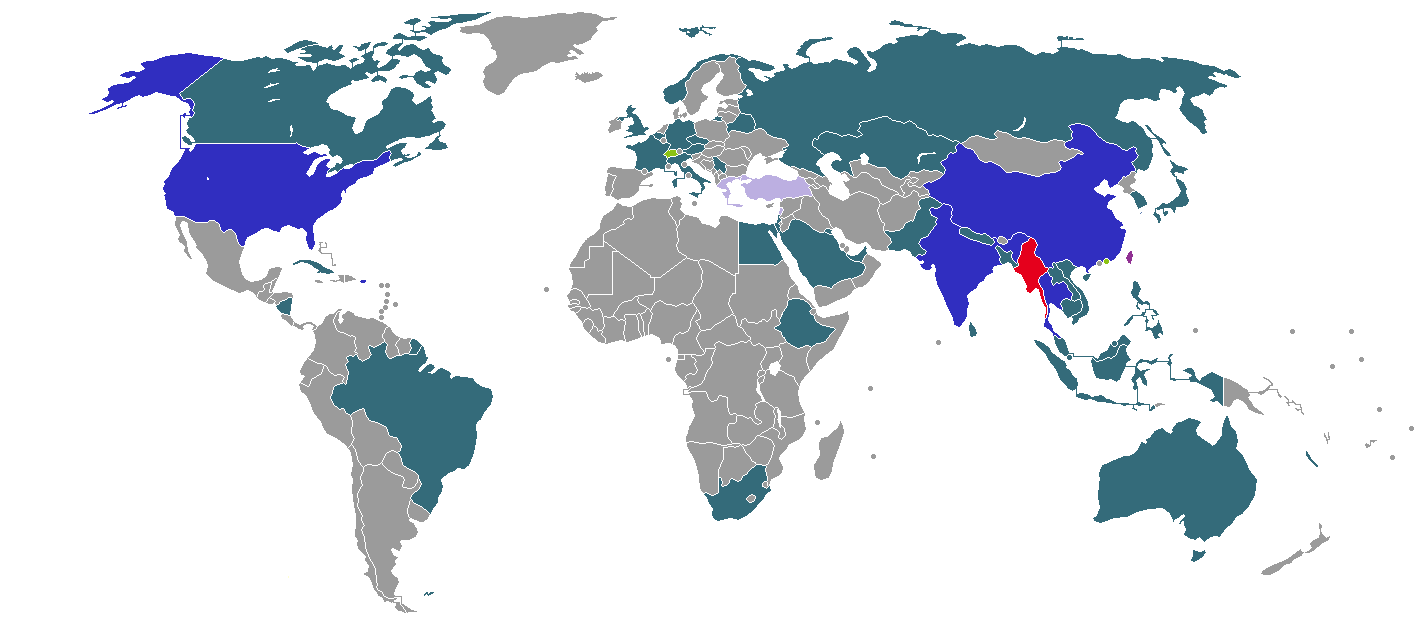
Standorte der diplomatischen Vertretungen Myanmars

Dies ist eine Liste der diplomatischen und konsularischen Vertretungen Myanmars.

## Diplomatische und konsularische Vertretungen

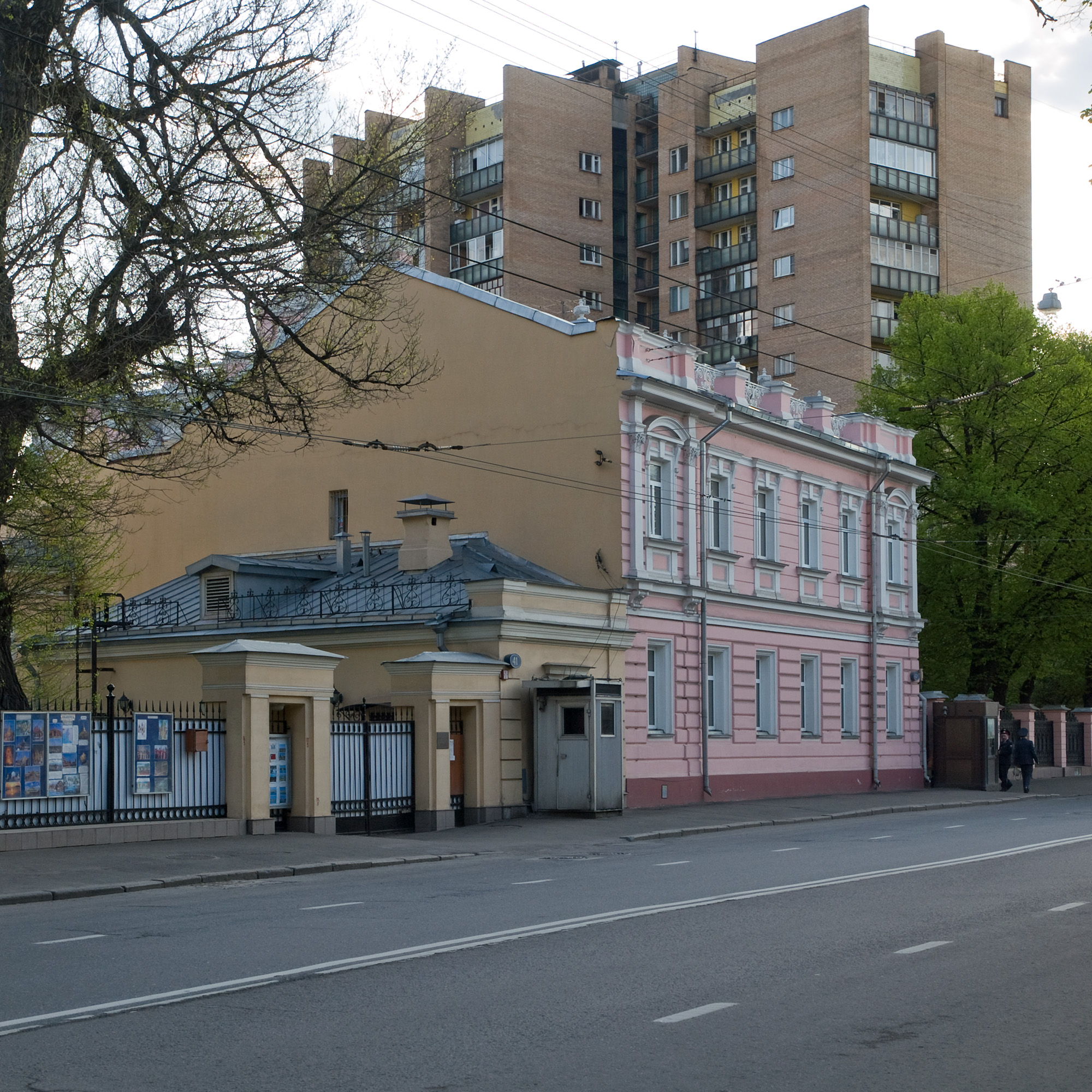
Myanmarische Botschaft in Moskau

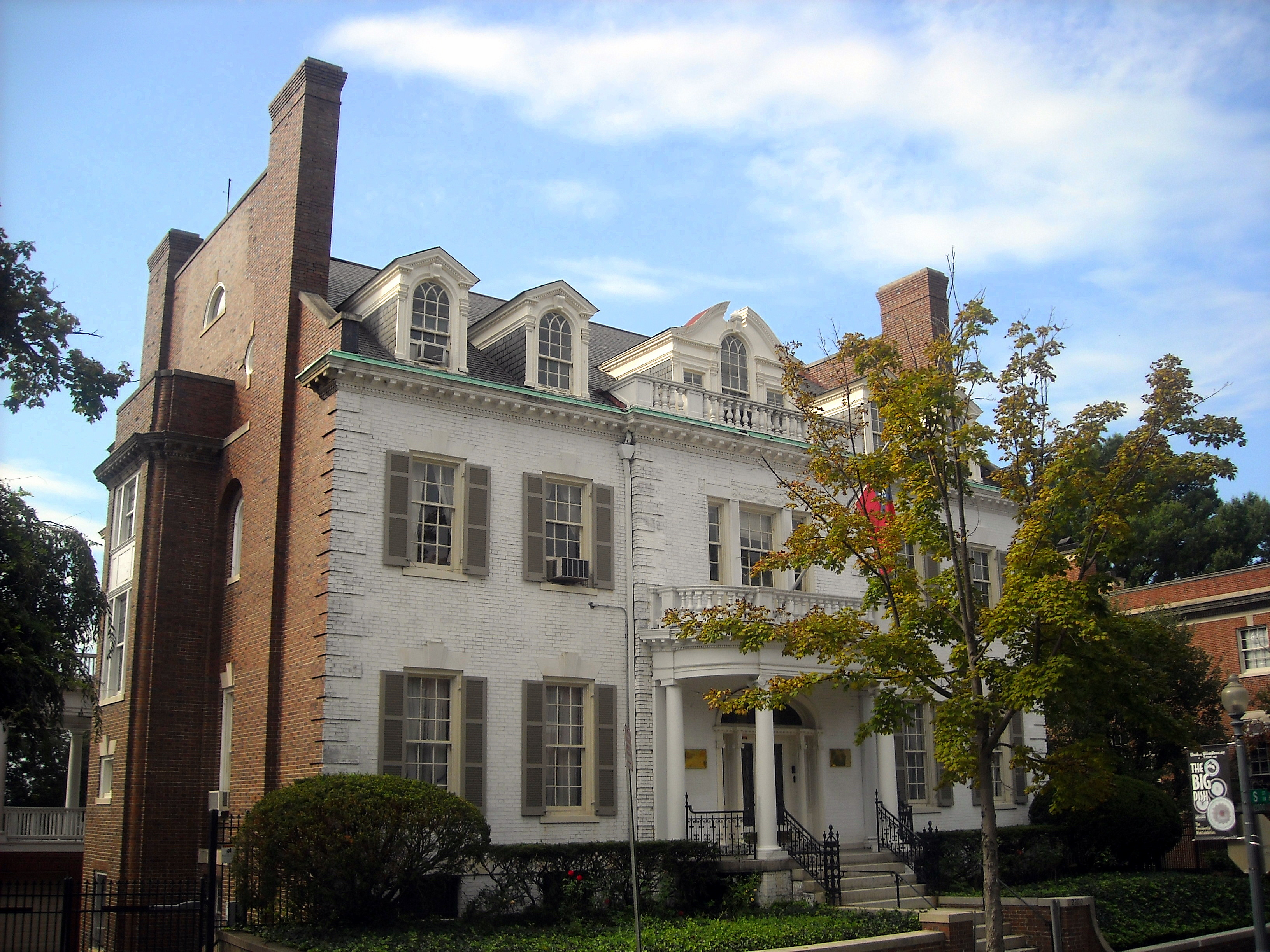
Myanmarische Botschaft in Washington, D.C.

### Afrika
- Ägypten: Kairo, Botschaft
- Südafrika: Pretoria, Botschaft

### Amerika
| - Brasilien: Brasília, Botschaft - Kanada: Ottawa, Botschaft - Vereinigte Staaten: Washington, D.C., Botschaft | - Vereinigte Staaten: Los Angeles, Generalkonsulat - Vereinigte Staaten: New York, Generalkonsulat |

### Asien
| - Bangladesch: Dhaka, Botschaft - Brunei: Bandar Seri Begawan, Botschaft - Volksrepublik China: Peking, Botschaft - Volksrepublik China: Hongkong, Generalkonsulat - Volksrepublik China: Kunming, Generalkonsulat - Volksrepublik China: Nanning, Generalkonsulat - Indien: Neu-Delhi, Botschaft - Indonesien: Jakarta, Botschaft - Israel: Tel Aviv, Botschaft - Japan: Tokio, Botschaft - Kambodscha: Phnom Penh, Botschaft - Kuwait: Kuwait, Botschaft - Laos: Vientiane, Botschaft | - Malaysia: Kuala Lumpur, Botschaft - Nepal: Kathmandu, Botschaft - Pakistan: Islamabad, Botschaft - Philippinen: Manila, Botschaft - Saudi-Arabien: Riad, Botschaft - Singapur: Singapur, Botschaft - Sri Lanka: Colombo, Botschaft - Südkorea: Seoul, Botschaft - Taiwan: Taipeh, Handelsbüro - Thailand: Bangkok, Botschaft - Thailand: Chiang Mai, Generalkonsulat - Vietnam: Hanoi, Botschaft |

### Australien und Ozeanien
- Australien: Canberra, Botschaft

### Europa
| - Belgien: Brüssel, Botschaft - Deutschland: Berlin, Botschaft - Frankreich: Paris, Botschaft - Italien: Rom, Botschaft - Norwegen: Oslo, Botschaft | - Österreich: Wien, Botschaft - Russland: Moskau, Botschaft - Serbien: Belgrad, Botschaft - Vereinigtes Königreich: London, Botschaft |

## Vertretungen bei internationalen Organisationen
- ASEAN: Jakarta, Ständige Mission
- Europäische Union: Brüssel, Ständige Mission
- Vereinte Nationen: New York, Ständige Mission
- Vereinte Nationen: Genf, Ständige Mission